# September 1939
Portal Geschichte | Portal Biografien | Aktuelle Ereignisse | Jahreskalender | Tagesartikel

◄ |
19. Jahrhundert |
20. Jahrhundert
| 21. Jahrhundert

◄ |
1900er |
1910er |
1920er |
1930er
| 1940er | 1950er | 1960er | ►

◄ |
1935 |
1936 |
1937 |
1938 |
1939
| 1940 | 1941 | 1942 | 1943 | ►

◄ |
Juni 1939 |
Juli 1939 |
August 1939 |
September 1939 |
Oktober 1939 |
November 1939 |
Dezember 1939 |
►
Dieser Artikel behandelt tagesbezogene Nachrichten und Ereignisse im September 1939.

## Tagesgeschehen

### Freitag, 1. September

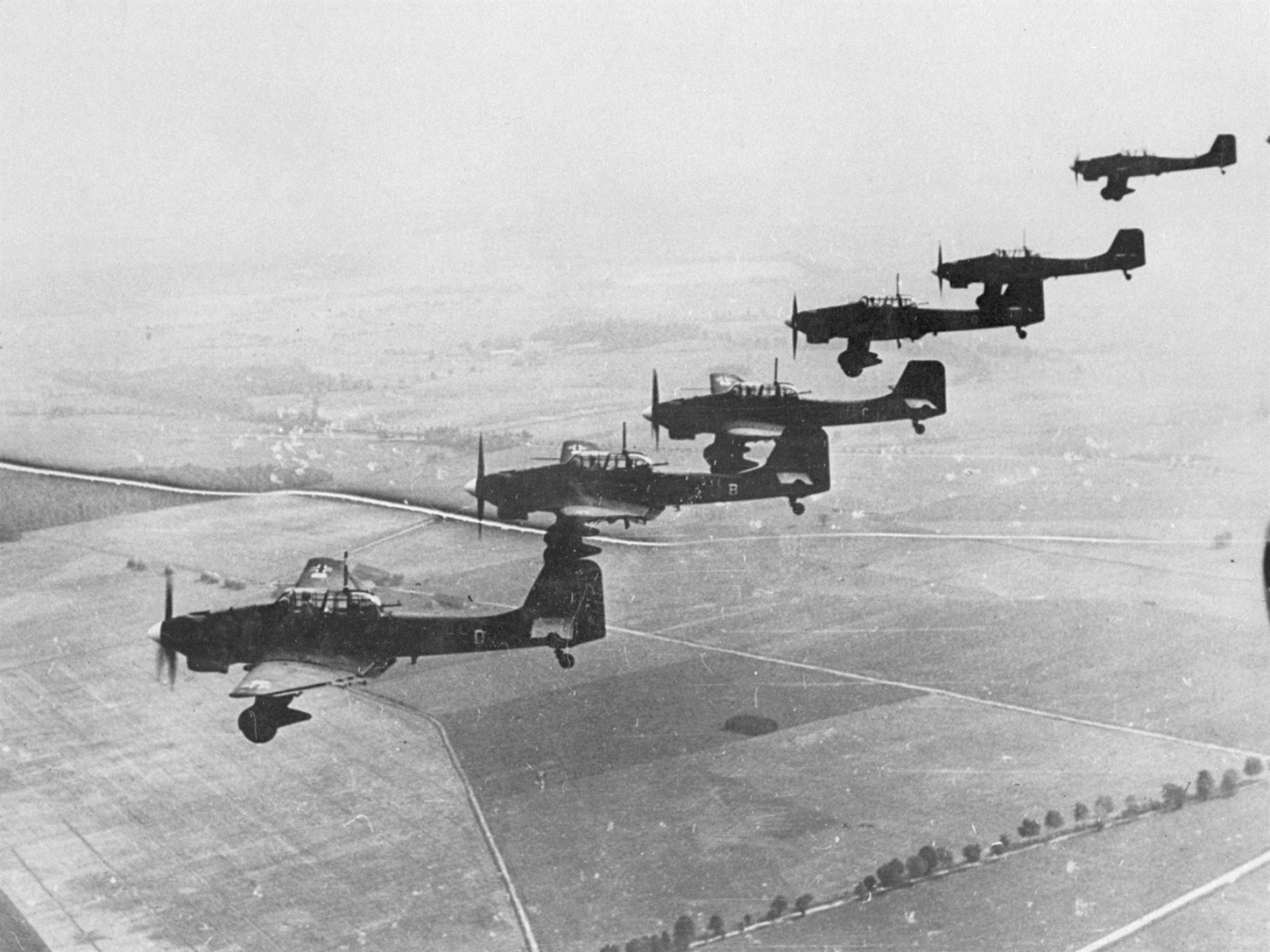
Luftsieg in Polen, Einsatz von Stukas (Ju 87)

- Republik Polen: Beginn des Zweiten Weltkriegs (ohne Kriegserklärung) mit dem Krieg Deutschlands gegen Polen, von deutscher Seite oft militärisch Polenfeldzug genannt.[1]
  - Wieluń: Der Luftangriff auf Wieluń am frühen Morgen wird wegen der hohen Zahl ziviler Opfer von Historikern als erstes Kriegsverbrechen der Wehrmacht im Zweiten Weltkrieg angesehen.[2]
  - Der deutsche Angriff auf die Weichsel-Eisenbahnbrücke in Tczew/Dirschau scheitert.
  - Entlang der gesamten West- und Südgrenze rücken deutsche Truppen in die Republik Polen vor.[3]
  - Aufruf des polnischen Staatspräsidenten Mościcki: „In der heutigen Nacht begann …, dass das ganze Volk sich in der Verteidigung seiner Freiheit, um den Oberbefehlshaber und die Streitkräfte konzentriert … zum vollen Sieg.“
- Freie Stadt Danzig:
  - Beginn des massiven Beschusses der Westerplatte, eines polnischen militärischen Munitionslagers am Rand der damals vom Völkerbund verwalteten Stadt. Es folgen Infanterieangriffe. Oft wird der Angriff als eine der ersten militärischen Aktionen im Zweiten Weltkrieg bezeichnet. An die polnischen Verteidiger des Depots erinnert heute das 1966 eingeweihte Westerplatte-Denkmal.
  - Gleichzeitig greifen SS-Heimwehr Danzig und Polizeitruppen der Freien Stadt Danzig das polnische Postamt in Danzig an.
  - In der Stadt werden Polen von Angehörigen der NSDAP nach vorbereiteten Listen verhaftet.
  - Mit Kriegsbeginn übernahm Albert Forster als das durch ein angebliches „Senatsgesetz“ ernanntes Staatsoberhaupt und als Gauleiter unter Aufhebung der Danziger Verfassung die gesetzgebende Gewalt im Stadtgebiet. Durch ein so genanntes Staatsgrundgesetz vom gleichen Tage erklärte er das Gebiet der Freien Stadt Danzig zum Bestandteil des Deutschen Reiches.
  - Das Armeeoberkommando 3 der Wehrmacht (OB Gen. Küchler) erhielt die vollziehende Gewalt über Danzig.
  - Am selben Tag wird Danzig vom Deutschen Reich durch ein Reichsgesetz in der Sitzung des Reichstages annektiert und der Hochkommissar des Völkerbundes, Carl Jacob Burckhardt, ausgewiesen.
- Deutschland:
  - Gleiwitz: Nach dem von der SS fingierten Überfall auf den Sender Gleiwitz, die sich als polnische Partisanen verkleidet haben, wird das Vorrücken der Wehrmacht hier gefilmt, dafür wird auch ein Schlagbaum medienwirksam beseitigt, obwohl in unmittelbarer Nähe Straßen ohne Grenzanlagen nach Polen führen.
  - Wünsdorf: Das Oberkommando der Wehrmacht erhält die Meldungen, dass der Plan erfolgreich ausgeführt wird.
  - Berlin: Um 10.10 Uhr erklärt Reichskanzler Hitler in einer im Rundfunk reichsweit direkt übertragenen und auch für die Kino-Wochenschauen gefilmten Rede vor dem Reichstag seine angeblichen Gründe für den Krieg. Dabei ist Hitlers Zeitangabe der Aktionen, 5.45 Uhr, ein Versprecher oder ein Fehler, da bereits etwa eine Stunde vorher Feindseligkeiten erfolgt waren.
  - In einer Verhaftungswelle, der Kriegs-Sonderaktion der Gestapo im gesamten Reich werden zahlreiche ehemals führende Vertreter der zerschlagenen Oppositionsparteien und Gewerkschafter in Konzentrationslager gebracht und ohne Rechtsgrundlage inhaftiert.
  - Berlin: Mit der Regierungs-Verordnung über außerordentliche Rundfunkmaßnahmen wird das Hören ausländischer Radiosendungen strafbar, für das Verbreiten abgehörter Nachrichten wird in besonderen Fällen der Tod angedroht. Die verbotenen Sender werden als Feindsender bezeichne. Im Gesetzblatt vom 7.9. verkündet.
  - Berlin: die Aktion T4 (Krankenmorde 1939ff, auch unter dem NS-Ausdruck „Aktion Gnadentod“), wird nachträglich mit einem auf den Kriegsbeginn zurückdatiertes Ermächtigungsschreiben von Hitler begründet (Vgl.: Philipp Bouhler, Karl Brandt, Viktor Brack, Herbert Linden). Die Rückdatierung ist als Hinweis auf die kriegsbedingte Umnutzung der Wohlfahrtseinrichtungen als Lazarette zu sehen.
  - Als neue Institution der Zivilverteidigung werden in den 18 Wehrkreisen die NSDAP-Gauleiter per Verordnung zu Reichsverteidigungskommissaren ernannt.
- Slowakische Republik: Das seit dem September 1938 existente Staatsgebilde, eine vom Deutschen Reich abhängige Diktatur, wirkt wirtschaftlich (Rüstung) und als militärischer Verbündeter der Achsenmächte am deutschen Angriff auf Polen mit.
- Vereinigtes Königreich und Frankreich: Die Länder fordern das Deutsche Reich auf, sich sofort wieder aus Polen zurückzuziehen. Sie kündigen andernfalls eine Kriegserklärung an.
- Die Sowjetunion führt die Wehrpflicht ein.
- Die baltischen Staaten, Finnland, Norwegen und die Schweiz erklären ihre Neutralität.
- Prag, Tschechoslowakei/das nun so genannte Protektorat Böhmen und Mähren: 250 Kinder werden an der Abreise aus Prag gehindert. Sie stammen zumeist aus jüdischen Familien und werden u. a. von dem Briten Nicholas Winton aus Sorge vor deutschen Übergriffen evakuiert, wie er es zuvor für 669 andere Kinder tat. Insgesamt gelangten aus Europa bis September 1939 etwa 10.000 jüdische Kinder ins Exil (Kindertransporte).[4] Eine Fortsetzung ist wegen des Kriegszustands nicht möglich.
- USA: Präsident Franklin D. Roosevelt ernennt General George C. Marshall zum Chief of Staff (Stabschef) der United States Army. 1938/39 war er Stellvertreter dieser Position. Er blieb Chef bis 1945, inzwischen als General of the Army. Seinen Namen trägt auch der Marshallplan der Nachkriegszeit.

### Samstag, 2. September
- Belgien (gleichzeitig Mobilmachung) und Jugoslawien: erklären ihre Neutralität
- Italien: erklärt sich als „nicht kriegführend“ (unter Mussolini).
- Deutschland: der tägliche Wehrmachtsbericht im Radio gibt der Bevölkerung ab sofort während des gesamten Kriegs durch das Oberkommando der Wehrmacht (letztlich von Hitler selbst) ausgesuchte knappe Informationen über Kampfhandlungen.
  - Zum Kriegsbeginn werden fünf Propagandakompanien vor allem für Bildmaterial eingesetzt. Sie sind zunächst den Nachrichtentruppen, später dem OKW, unterstellt.

### Sonntag, 3. September
- Frankreich und Großbritannien: fordern Deutschland ultimativ zum sofortigen Rückzug aus Polen auf. Anderenfalls würden sie dem Großdeutschen Reich den Krieg erklären. Die Kriegserklärung erfolgt noch am selben Tag. Der britische Botschafter in Berlin, Nevile Henderson, übergibt um neun Uhr dem deutschen Außenminister Joachim von Ribbentrop das auf elf Uhr befristete britische Ultimatum, das den britischen Kriegseintritt ankündigt.
- Östlicher Atlantik: Der britische Passagierdampfer Athenia wird von dem deutschen U-Boot U 30 ohne Vorwarnung versenkt (122 Tote). Ziele der auslaufenden Athenia waren Quebec und Montreal. In den nächsten Tagen wird Propagandaminister Goebbels die Versenkung wider besseres Wissen des OKW den Engländern anlasten und behaupten, es habe sich um eine „Provokation“ gehandelt.
- Die britische Regierung erklärt eine Seeblockade gegen Deutschland.
- Australien und Neuseeland: Beide Regierungen erklären dem Deutschen Reich den Krieg.
- Polen: Am später so genannten „Bromberger Blutsonntag“ kommt es am 3. und 4. September in Bydgoszcz (deutscher Name: Bromberg) zwischen der polnischstämmigen Bevölkerung und der dortigen deutschsprachigen Minderheit zu einem bewaffneten Konflikt mit vielen zivilen Toten (insbesondere der Minderheit), der von der deutschen Propaganda im weiteren Verlauf des Krieges genutzt wird.[5]
- Deutschland, im annektierten Gebiet von Danzig:
  - Von 1.500 willkürlich verhafteten Zivil-Personen des ersten Kriegstages wurden durch den SS-Sturmbann Eimann ca. 150 bis 200 Personen ausgesucht, die am 2. September 1939 aus dem Lager Victoria-Schule nach Stutthof gebracht wurden. Am 3. werden sie zu Arbeiten an den Gebäuden des ehemaligen Altenheims und künftigen Gefangenenlagers gezwungen. Von den mehreren hundert Juden aus Danzig, die etwa bis Mitte September 1939 hier eingesperrt wurden, starben die meisten binnen weniger Wochen. Das Lager wird später das Konzentrationslager Stutthof. Der SS-Sturmbann Eimann ist eine bewaffnete SS-Einheit, die im Sommer 1939 in Danzig von NS-Anhängern gebildet wurde.

### Montag, 4. September
- Deutschland:
  - Für Frauen zwischen 18 und 25 Jahren wird die halbjährige Reichsarbeits-Dienstpflicht eingeführt.
  - Die Kriegswirtschaftsverordnung (KWVO) wird erlassen und damit das Delikt Kriegswirtschaftsverbrechen in die NS-Rechtsprechung eingeführt.
  - Die Royal Air Force (RAF) fliegt mit 29 Maschinen ihren ersten Luftangriff auf Marineeinrichtungen in Wilhelmshaven und Brunsbüttel.
- Amerika, New York/Vereinigte Staaten: Der staatenlose Schriftsteller Erich Maria Remarque (Im Westen nichts Neues) erreicht auf der Queen Mary Amerika und trifft kurz darauf u. a. mit Marlene Dietrich, Thomas Mann und Bertolt Brecht zusammen.[6]
- Polen:
  - Die südpolnische Stadt Oświęcim (westlich von Krakau) wird von deutschen Truppen eingenommen und einen Monat später direkt vom Deutschen Reich unter dem Namen Auschwitz annektiert. Bis 1945 Standort eines großen und fast ständig vergrößerten Konzentrationslagers und vieler Nebenlager wird es vielfach als eine Todesfabrik beschrieben. Die Stadt selbst und einige Orte in der direkten Umgebung werden weitgehend entvölkert. Hier entstehen 1941 das Vernichtungslager KZ Auschwitz-Birkenau mit vier Gaskammergebäuden, Hunderten Gefangenen-Baracken und ein großes Chemiewerk. Die Zahl der Todesopfer übersteigt allein hier über 1 Million Menschen.

### Dienstag, 5. September
- Polen:
  - Die Schlacht in der Tucheler Heide im Polnischen Korridor endet nach fünf Tagen mit einem deutschen Sieg.
  - Der deutsche Vormarsch erreicht ungefähr eine Linie nördlich von Kraków (dt. Krakau) quer durch Polen.
- USA und Japan: erklären ihre Neutralität im europäischen Krieg.
- Deutschland: Die Verordnung gegen Volksschädlinge, auch Volksschädlingsverordnung (VVO), wird erlassen und am 6. des Monats publiziert. Sie erweitert den Strafrahmen vieler Vergehen um die Todesstrafe.

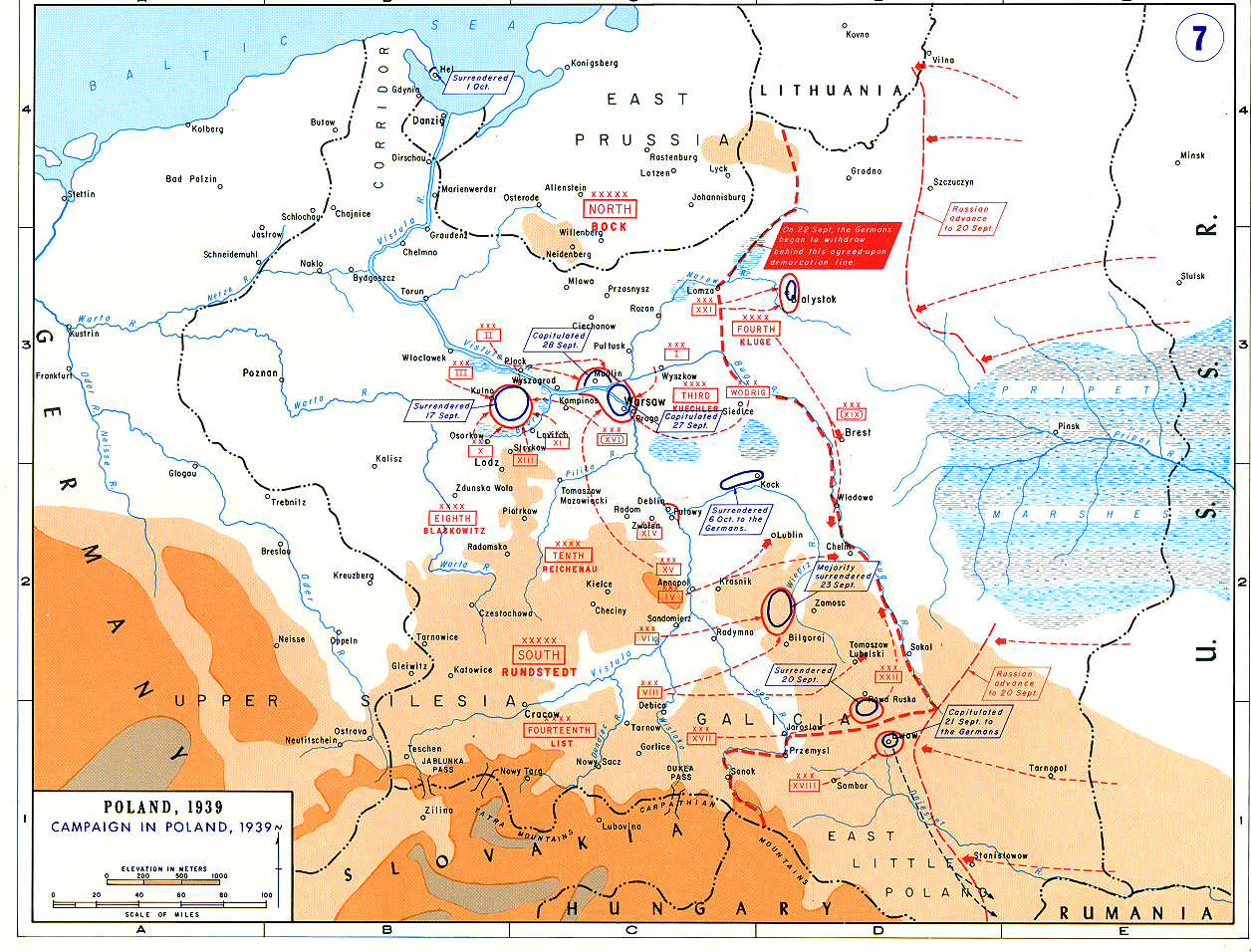
Militärische Lage im Monatsverlauf

### Mittwoch, 6. September
- Polen: kampflose Einnahme von Kraków (Krakau) in Südpolen
- Südafrika erklärt dem Deutschen Reich den Krieg.
- Rumänien: Das bis dahin mit Polen verbündete Königreich Rumänien unter Carol II. erklärte sich angesichts des raschen deutschen Vorrückens und ausbleibender Eingriffe der Westmächte als neutraler Staat.

### Donnerstag, 7. September
Polen:
- Kapitulation der sich verteidigenden polnischen Truppen im Depot Westerplatte
- Vier Tage nach Beginn der deutschen Bombardierung von Łomża beginnen dort Bodenkämpfe (Bitwa pod Łomżą).
- Der Bild- und Filmberichterstatter Julien Bryan kommt mit einem Zug im noch nicht eingeschlossenen Warschau an und kann dort bis 21.9. authentische Film- und Fotoaufnahmen machen, die bald in den USA gedruckt und gezeigt werden (u. a. den Kurzfilm Siege (frz. für Belagerung), 11 Min), der 1940 in den USA für den Oscar in der Kategorie „Bester Kurzfilm“ nominiert wird. Von Bryan stammten 1938 auch die Berichte Inside Nazi Germany.

### Samstag, 9. September
- Deutschland: Französische Truppen führen als Reaktion und zur Erkundung der deutschen Widerstandslinien die „Opération Sarre“ (Saar-Angriff) an der Südwestgrenze durch und besetzen ohne Gegenwehr einige Grenzdörfer in der Rheinpfalz. Die Wehrmacht leistet dort befehlsgemäß keinen Widerstand.

### Sonntag, 10. September

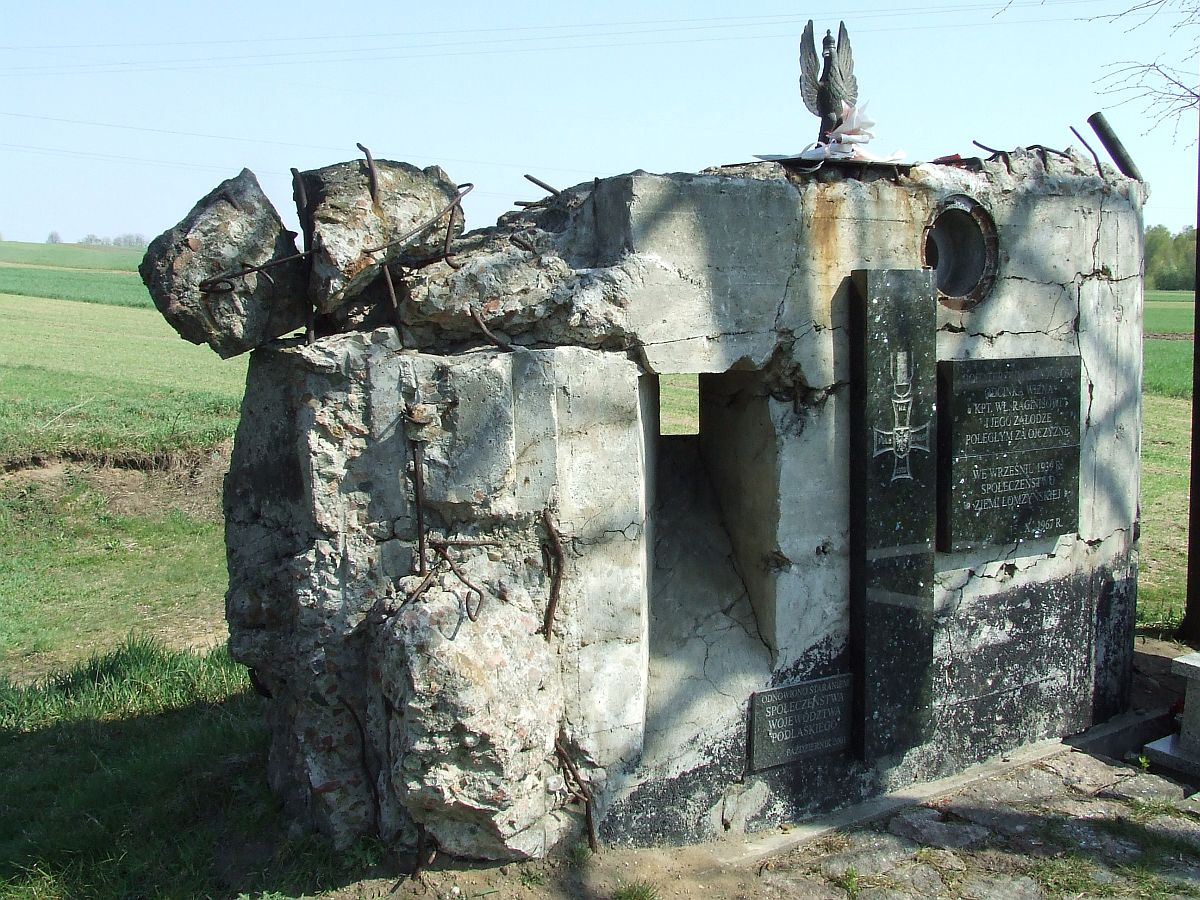
Ruinen eines der Bunker der Schlacht bei Wizna, heute ist hier eine Gedenkstätte

- Kanada: Kriegserklärung Kanadas an Deutschland
- Polen: Der fünfte Tag der Schlacht bei Wizna endet mit dem Sieg der deutschen Truppen. Damit ist die polnische Verteidigungslinie an der Narew überwunden und die vollständige Besetzung Polens kaum noch zu verhindern.

### Montag, 11. September
- Polen: Die Wehrmacht besetzt die am Vortag von den polnischen Verteidigern verlassene Stadt Łomża an der Grenze zu Ostpreußen.

### Dienstag, 12. September
- Deutschland: der Generalquartiermeister des Wehrmacht-Heeres Eugen Müller erlässt die „Verordnung über den Waffenbesitz“; dadurch werden hinter der deutschen Front in Polen kämpfende reguläre polnische Soldaten zu Partisanen erklärt.

### Donnerstag, 14. September
- Deutschland, Nordatlantik: U 39 ist das erste deutsche U-Boot, das im Zweiten Weltkrieg, auf einer Position südwestlich des neutralen Irlands beim erfolglosen Angriff auf den britischen Flugzeugträger Ark Royal, versenkt wird.

### Freitag, 15. September
- Sowjetunion: Die Waffenstillstandsvereinbarung (Molotov-Togo-Abkommen) nach den Kämpfen im japanisch-sowjetischen Grenzgebiet sichert der Sowjetunion die Waffenruhe ab dem 16. September im fernen Osten zu.
- Polen:
  - erste deutsche Truppen erreichen die Vororte von Warschau.
  - Das Massaker von Przemyśl der deutschen Einsatzgruppen der Sicherheitspolizei und des SD beginnt.

### Samstag, 16. September
- Sowjetunion: Die Sowjetregierung teilt dem polnischen Botschafter Waclaw Grzybowski in Moskau mit, dass sie die Republik Polen als nicht mehr existent ansehe. Damit spricht sie ihm gleichbedeutend eine Kriegserklärung an das Land aus.

### Sonntag, 17. September
Polen:
- Der Angriff und die Besetzung Ostpolens durch die Sowjetunion beginnt an der Ostgrenze des Landes.
  - In einem geheimen Zusatzprotokoll zum Hitler-Stalin-Pakt (23. August 1939) war eine Demarkationslinie vereinbart worden, die die jeweiligen Interessengebiete abgrenzt und jetzt das Ziel des Einmarsches ist (Karte). Josef Stalin erklärt, der Einmarsch sowjetischer Truppen diene dem Schutz der dort lebenden Ukrainer und Belarussen vor dem deutschen Einmarsch.
- Einnahme der Festung Brest durch dt. Truppen (13.–17. September)

Großbritannien – Ver. Königr.:
- Das deutsche U-Boot U 29 versenkt den Flugzeugträger Courageous im Atlantik westlich vom Ärmelkanal. Er sinkt mit 518 Mann der Besatzung, 741 Seeleute werden von einem Passagierschiff gerettet. Die Courageous ist das erste britische Kriegsschiff, das im Zweiten Weltkrieg verloren geht.

### Montag, 18. September
- Polen/Rumänien: die polnische Regierung versucht über Rumänien ins Exil zu gelangen. Sie wird dort interniert.
- Beginn der Schlacht von Tomaszów Lubelski (1. Phase), größte Panzerschlacht in diesem Krieg

### Dienstag, 19. September
- Polen: Nach der zehntägigen Schlacht an der Bzura besiegt die Wehrmacht starke polnische Truppen. 170.000 Soldaten geraten in deutsche Kriegsgefangenschaft.

### Mittwoch, 20. September
- Polen: Ende der 1. Phase der Schlacht von Tomaszów Lubelski (Kapitulation der Krakau-Armee)

### Donnerstag, 21. September
- Rumänien: der Ministerpräsident Armand Călinescu (* 4. Juni 1893) wird in Bukarest wird von einem Mitglied der Pro-NS-Gruppierung Eiserne Garde ermordet.
- Berlin/Deutschland: Der Chef des Reichssicherheitshauptamts Reinhard Heydrich weist seine in Polen eingesetzten Verbände an, für polnische Juden innerhalb größerer Gemeinden Sperrgebiete (Gettos) zu errichten oder sie in ein geplantes „Judenreservat“ bei Nisko zu deportieren. Zudem seien alle „jüdischen“ Gemeinden mit weniger als 500 Einwohnern „aufzulösen“.[7]
- Polen: Beginn der 2. Phase der Schlacht von Tomaszów Lubelski (östlich einer Linie  Zamość - Tomaszów Lubelski bis 26. September)

### Freitag, 22. September

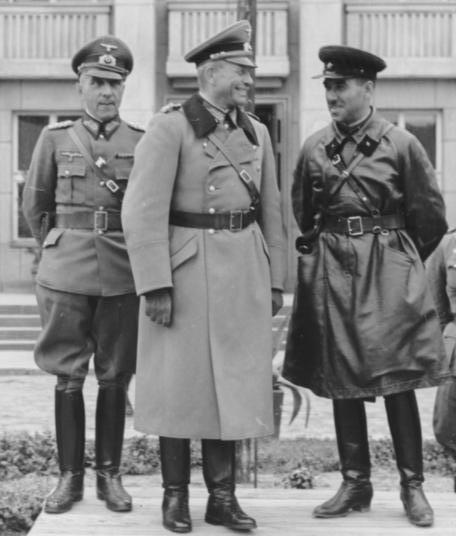
Parade der Wehrmacht und der Roten Armee in Brest (H. Guderian, S. M. Kriwoschein)

- Polen: Gemeinsame Parade von Wehrmacht und Roter Armee in Brest.

### Samstag, 23. September
- London – gestorben: Sigmund Freud, österreichischer Neurologe, Psychoanalytiker und Autor (* 1856)

### Dienstag, 26. September
- Frankreich: Selbstauflösung der Kommunistischen Partei

### Mittwoch, 27. September
- Polen: Polnische Militärs gründen die Untergrundbewegung Służba Zwycięstwu Polsce (Polnischer Untergrundstaat).

### Donnerstag, 28. September
- Polen: Die Schlacht um Warschau endet nach zehn Tagen in der vierten Kriegswoche mit der deutschen Besetzung der Stadt Warschau. Die Verluste der Belagerung betrugen auf polnischer Seite 6.000 tote und 16.000 verwundete Soldaten, ca. 100.000 gingen in deutsche Gefangenschaft. 25.800 Zivilisten wurden getötet und über 50.000 verletzt.
- Deutschland und Sowjetunion: sie schließen offiziell den Deutsch-Sowjetischen Grenz- und Freundschaftsvertrag ab, der die „freiwillige“ Umsiedlung von deutschen Minderheiten (Bessarabiendeutsche, Deutsch-Balten und Bukowinadeutsche) aus der Sowjetunion vorsieht. Die bereits vereinbarte Demarkationslinie wird dabei etwas verändert, angeblich um eine klarere ethnische Aufteilung der Gebiete zu erreichen.
- Sowjetunion: sie erzwingt von Estland als erstem der drei baltischen Staaten die Unterzeichnung eines Beistandspakts, der auf eine Besetzung des Landes mit sowjetischen Truppen hinausläuft.

### Freitag, 29. September
- Polen:
  - Kapitulation der polnischen Festung Modlin (westlich von Warschau, Verteidigung vom 13. – 29.9.)
  - Es folgt die auf Dauer angelegte deutsche Besetzung Polens bis 1944/1945 einschließlich der völkerrechtswidrigen Annexionen weiter polnischer Gebiete.